# Accès à l'électricité

accès à l'électricité en 2016

Dans le monde, en 2023, plus de 759 millions de personnes n'ont pas accès à l'électricité, selon l'Agence internationale de l'énergie. En Afrique, en 2016, l'accès inadéquat à l'électricité ou le manque de fiabilité de l'alimentation en électricité reste l'un des plus grands freins au développement économique.

## Monde
Dans le monde, en 2023, plus de 759 millions de personnes n'ont pas accès à l'électricité, selon l'Agence internationale de l'énergie.

### Afrique
En 2016, l'accès inadéquat à l'électricité ou le manque de fiabilité de l'alimentation en électricité reste l'un des plus grands freins au développement économique.

#### Cameroun et Gabon
Le Cameroun et le Gabon disposent d'un énorme potentiel hydroélectrique mais seulement 50 % de leur population ont accès à l'électricité.

#### Ghana
Des progrès sont réalisés par le Ghana en matière de production d'électricité, mais l'accès à l'électricité demeure un défi pour de nombreuses personnes dans le pays. En 2019, environ 60 % des Ghanéens avaient accès à l'électricité.

#### République démocratique du Congo
En 2024, le gouvernement de la RDC prévoit d’accélérer le rythme annuel d'électrification, le faisant passer de 1 % à 6 %. La RDC compte sur une collaboration entre les secteurs public et privé. Sur les 36 milliards de dollars prévus, 16,5 milliards proviendront des fonds publics tandis que 19,5 milliards seront injectés par des partenaires privés. L'objectif est d’augmenter le taux d'accès à l'électricité de 21,5 % à 62,5 % d'ici 2030.